# Ziad Tlemçani
Ziad Tlemçani (født 10. maj 1963) er en tidligere tunesisk fodboldspiller.

## Tunesiens fodboldlandshold
| Tunesiens landshold | Tunesiens landshold | Tunesiens landshold |
| År                  | Kmp                 | Mål                 |
| ------------------- | ------------------- | ------------------- |
| 1990                | 2                   | 0                   |
| 1991                | 3                   | 0                   |
| 1992                | 4                   | 0                   |
| 1993                | 3                   | 1                   |
| 1994                | 2                   | 0                   |
| 1995                | 0                   | 0                   |
| 1996                | 0                   | 0                   |
| 1997                | 0                   | 0                   |
| 1998                | 6                   | 3                   |
| Total               | 20                  | 4                   |